# Гонорій IV
Гонорій IV (лат. Honorius; бл. 1210, Рим — 3 квітня 1287, Рим) — сто вісімдесят дев'ятий папа Римський (2 квітня 1285—3 квітня 1287), продовжував профранцузьку політику свого попередника папи Мартина IV.

## Діяльність до обрання папою
Народився у Римі, належав до багатої та впливової сім'ї Савеллі, яка до того часу вже висунула зі своїх рядів трьох пап.
Навчався в Сорбонні. Уже тоді був призначений священиком катедрального собору в Шалон-сюр-Мер. У 1261 році був призначений кардиналом папою Урбаном IV (1261–64), який також призначив його папським префектом у Тоскані і капітаном папської армії. Займався дипломатичною діяльністю. Папа Климент IV послав Савеллі та трьох інших кардиналів для зведення Карла Анжуйського на престол короля Сицилії у Римі 28 липня 1265 року. Після трихрічної вакансії по смерті папи Климента IV Савеллі був одним з 6 кардиналів, які шляхом компромісу вибрали папою Григорія X.
У 1274 року разом з цим папою узяв участь у роботі Другого Ліонського синоду, де було встановлено, що лише 4 жебручих ордени мають право на існування: домініканці, францисканці, августинці та кармеліти. У липні 1276 року він був одним з трьох кардиналів, яких папа Адріан V послав до Вітербо вести переговори з німецьким королем Рудольфом I щодо обставин його майбутньої коронації у Римі та відносин з Карлом Анжуйським. Смерть Адріана V виявила безплідність цих переговорів.